# Vitstrupig grässmyg
Vitstrupig grässmyg (Amytornis woodwardi) är en hotad fågel i familjen blåsmygar inom ordningen tättingar.

## Utseende och läten
Vitstrupig grässmyg är en kraftig, 20–22 cm lång fågel med lång stjärt och en fjäderdräkt i svart, vitt och brunt. Den är svart med tydligt vita streck på huvudets ovansida och sidor back till manteln. Ryggen och övergumpen är kastanjebrun, vingarna och stjärten svarta med kastanjebruna kanter. Den är vidare vit på tygeln, strupen och övre delen av bröstet. Ett svart mustaschstreck sträcker sig ner mot en vitstreckad svart fläck på nedre delen av bröstet. Hanen har orangebeige buk, honan mörkare. Lätena är sträva och sången en fyllig drill.

## Utbredning och systematik
Vitstrupig grässmyg är endemisk för Australien och förekommer i centrala Arnhem Land, Northern Territory. Den behandlas som monotypisk, det vill säga att den inte delas in i några underarter.

## Levnadssätt
Fågelns naturliga habitat är tropiskt och subtropiskt lågland, gräsmark och torra steniga områden.

## Status och hot
Vitstrupig grässmyg har ett litet och fragmenterat utbredningsområde samt en liten världspopulation bestående av uppskattningsvis endast 900 till 2 000 vuxna individer. Den tros också minska i antal till följd av habitatförlust. Fågeln är därför upptagen på internationella naturvårdsunionen IUCN:s röda lista över hotade arter, kategoriserad som starkt hotad (EN).

## Namn
Fågelns vetenskapliga artnamn hedrar Bernard Henry Woodward (1846–1912), curator vid Perth Museum i Western Australia.